# Lijst van beschermd onroerend erfgoed in Sint-Jans-Molenbeek
Een overzicht van het beschermde onroerend erfgoed in Sint-Jans-Molenbeek. Het beschermd onroerend erfgoed maakt onderdeel uit van het cultureel erfgoed in België.
| Object                                                 | Datum beschermd? | Bouwjaar/architect       | Stijl                                 | Typologie                 | Adres                                                                          | Coördinaten | Id-nummer?  | Afbeelding                                             |
| ------------------------------------------------------ | ---------------- | ------------------------ | ------------------------------------- | ------------------------- | ------------------------------------------------------------------------------ | ----------- | ----------- | ------------------------------------------------------ |
| Gemeentehuis van Sint-Jans-Molenbeek                   | 13/04/1995       | 1887 J.B. JANSSENS       | Eclecticisme                          | Gemeentehuis              | GRAAF VAN VLAANDERENSTRAAT 20                                                  |             | 2272-0021/0 | Gemeentehuis van Sint-Jans-Molenbeek                   |
| Voormalige winkel Cent mille chemises                  | 09/02/2006       |                          |                                       | Handels- en opbrengsthuis | GRAAF VAN VLAANDERENSTRAAT 38                                                  |             | 2272-0053/0 | Voormalige winkel Cent mille chemises                  |
| Sint-Barbarakerk                                       |                  | 1869                     | Neogotisch                            | Kerk                      | HERTOGIN VAN BRABANTPLAATS 0                                                   |             | 2272-0042/0 | Sint-Barbarakerk                                       |
| Voormalige opslagplaats en winkel Besse (later Meli)   | 23/01/1997       | 1908 J. RAU              | Industriële architectuur              | Opslagplaats              | SCHELDESTRAAT 122                                                              |             | 2272-0027/0 | Voormalige opslagplaats en winkel Besse (later Meli)   |
| Huis Durieu                                            | 28/05/2009       | Jacques DUPUIS           | Hedendaags                            | Huis                      | FRISHEIDSTRAAT 26                                                              |             | 2272-0073/0 | Huis Durieu                                            |
| Gashouder nr. 2 en onmiddellijke omgeving              | 08/08/1988       | 1880                     |                                       | Divers                    | FUCHSIASSTRAAT 113, SEGHERSLAAN 0                                              |             | 2272-0007/0 | Gashouder nr. 2 en onmiddellijke omgeving              |
| Onmiddellijke omgeving van Gashouder n°2               | 08/08/1988       | 1905                     | Facadisme                             | Omgeving rond gebouw      | FUCHSIASSTRAAT 113, SEGHERSLAAN 0                                              |             | 2272-0008/0 |                                                        |
| Spoorwegbrug                                           | 19/04/2007       |                          |                                       | Brug                      | EMILE BOCKSTAELLAAN 0, JUBELFEESTLAAN 0                                        |             | 2272-0057/0 | Spoorwegbrug                                           |
| Karreveldpark                                          | 10/11/1955       | 1904                     | Niet gedefinieerd                     | Openbare tuin             | KARREVELDLAAN 0, JEAN DE LA HOESELAAN 0, VRIJHEIDSLAAN 0, LOUIS METTEWIELAAN 0 |             | 2272-0002/0 | Karreveldpark                                          |
| Kasteelhoeve Karreveld                                 | 10/11/1955       |                          |                                       | Kasteel                   | KARREVELDLAAN 0                                                                |             | 2272-0001/0 | Kasteelhoeve Karreveld                                 |
| Kasterlinde                                            |                  |                          |                                       | Opmerkelijke boom         | KASTERLINDENSTRAAT 0                                                           |             | 2272-0067/0 |                                                        |
| Eclectisch herenhuis                                   | 21/12/1995       |                          | Eclecticisme                          | Hoekgebouw                | LIVERPOOLSTRAAT 33, HEYVAERTSTRAAT 124                                         |             | 2272-0010/0 | Eclectisch herenhuis                                   |
| Marie-Josépark                                         |                  |                          |                                       | Park                      | EDMOND MACHTENSLAAN 0, DE ROOVERELAAN 1 - 3, JOSEPH                            |             | 2272-0014/0 | Marie-Josépark                                         |
| Scheutbos                                              | 06/10/1997       |                          |                                       | Halfnatuurlijk landschap  | LOUIS METTEWIELAAN 0, IDYLLESTRAAT 0, GAVOTTESTRAAT 0                          |             | 2272-0009/0 | Scheutbos                                              |
| Huis met atelier                                       | 26/03/2009       | 1887 Joachim BENOIT      | Eclecticisme, Neo-Vlaamse renaissance | Huis                      | MOMMAERTSSTRAAT 10                                                             |             | 2272-0070/0 | Huis met atelier                                       |
| Teken- en boetseerschool                               | 18/07/1996       | 1880 Joachim BENOIT      | Eclecticisme                          | School                    | MOMMAERTSSTRAAT 2a - 4                                                         |             | 2272-0038/0 | Teken- en boetseerschool                               |
| Ginkgo (Ginkgo biloba)                                 |                  |                          |                                       | Opmerkelijke boom         | OSSEGHEMSTRAAT 00                                                              |             | 2272-0068/0 |                                                        |
| Plataan (Platanus x hispanica)                         |                  |                          |                                       | Opmerkelijke boom         | PALOKESTRAAT 40                                                                |             | 2272-0066/0 |                                                        |
| Voormalige Compagnie des Bronzes                       |                  | 1887-1912 Victor TINANT  | Industriële archeologie               | Industrieel geheel        | RANSFORTSTRAAT 27                                                              |             | 2272-0029/0 | Voormalige Compagnie des Bronzes                       |
| Sint-Jan-de-Doperkerk                                  | 29/02/1984       | 1930-1933 Joseph DIONGRE | Art deco                              | Kerk                      | SINT-JAN-BAPTISTVOORPLEIN 0                                                    |             | 2272-0003/0 | Sint-Jan-de-Doperkerk                                  |
| Voormalige opslagplaats van de tabaksmanufactuur AJJA  | 25/09/1997       | 1874 Victor BESME        | Industriële architectuur              | Fabriek - middelgroot     | VANDERMAELENSTRAAT 5                                                           |             | 2272-0019/0 | Voormalige opslagplaats van de tabaksmanufactuur AJJA  |
| Société des Entrepôts de Bruxelles                     | 22/05/1997       | 1924                     | Industriële archeologie               | Opslagplaats              | VAN MEYELSTRAAT 26 - 32                                                        |             | 2272-0031/0 | Société des Entrepôts de Bruxelles                     |
| Begraafplaats, grafgalerij en monumenten van Molenbeek | 22/03/2007       | 1864-2005                |                                       | Varia                     | GENTSESTEENWEG 537                                                             |             | 2272-0040/0 | Begraafplaats, grafgalerij en monumenten van Molenbeek |
| Begraafplaats St. Jans-Molenbeek - Rododendron         |                  |                          |                                       | Opmerkelijke boom         | GENTSESTEENWEG 537                                                             |             | 2272-0069/0 | Begraafplaats St. Jans-Molenbeek - Rododendron         |
| Voormalige cinema Forum                                |                  | 1921                     | Art deco                              | Bioskoop                  | GENTSESTEENWEG 42 - 46                                                         |             | 2272-0039/0 |                                                        |
| Voormalige Hemdenfabriek Coster en Clement             |                  | 1904                     | Eclecticisme                          | Fabriek - middelgroot     | GENTSESTEENWEG 340                                                             |             | 2272-0048/0 |                                                        |